# Discohainesia oenotherae
Discohainesia oenotherae är en svampart som först beskrevs av Cooke & Ellis, och fick sitt nu gällande namn av John Axel Nannfeldt 1932. Discohainesia oenotherae ingår i släktet Discohainesia, klassen Leotiomycetes, divisionen sporsäcksvampar och riket svampar.   Inga underarter finns listade i Catalogue of Life.